# París-Niça 1946
La París-Niça 1946 fou la 8a edició de la París-Niça. És un cursa ciclista que es va disputar entre l'1 i el 5 de maig de 1946. La cursa fou guanyada per l'italià Fermo Camellini, de l'equip Ray. Segon fou Maurice de Muer (Peugeot) i tercers, ex-aqueo- Frans Bonduel (Dilecta) i Ange le Strat (Mercier). Mercier-Hutchinson s'imposà en la classificació per equips.
El diari Ce Soir reprèn la prova després de la interrupció produïda per la Segona Guerra Mundial. El mallot de líder canvia i passa a ser de color verd.

## Participants
En aquesta edició de la París-Niça hi prengueren part 114 corredors dividits en 11 equips de marques - Mercier, France Sport, Metropole, Alcyon, Dilecta, Rochet, Ray, Peugeot, Garin, Urago, Genial-Lucifer i Mercier-Hutchinson - i un equip regional de Lió. La prova l'acabaren 46 corredors.

## Resultats de les etapes
| Etapes   | Data      | Recorregut       | Km     | Vencedor d'etapa | Líder de la general |
| -------- | --------- | ---------------- | ------ | ---------------- | ------------------- |
| 1a etapa | 1 de maig | París-Dijon      | 288 km | Raoul Remy       | Raoul Remy          |
| 2a etapa | 2 de maig | Dijon-Roanne     | 212 km | Frans Bonduel    | Fermo Camellini     |
| 3a etapa | 3 de maig | Roanne-Valença   | 243 km | Urbain Caffi     | Fermo Camellini     |
| 4a etapa | 4 de maig | Valença-Marsella | 263 km | Lucien Teisseire | Fermo Camellini     |
| 5a etapa | 5 de maig | Marsella-Niça    | 256 km | Maurice Diot     | Fermo Camellini     |

## Etapes

### 1a etapa
01-05-1946. París-Dijon, 288 km.
Sortida neutralitzada: Seu del diari Ce Soir al carrer del Louvre de París. Sortida real: Choisy-le-Roi.
Fermo Camellini arriba escapat a la ciutat de Dijon juntament amb altres dos corredors. Sembla que es jugaran la victòria però una mala senyalització a prop del velòdrom de meta els fa perdre qualsevol opció de victòria.
|   | Ciclista             | Equip        | Temps      |
| - | -------------------- | ------------ | ---------- |
| 1 | Raoul Remy           | France-Sport | 8h 34' 10" |
| 2 | Albert Sercu         | Dilecta      | m. t.      |
| 3 | Maurice Desimpelaere | Alcyon       | m. t.      |

### 2a etapa
02-05-1946. Dijon-Roanne, 212 km.
|   | Ciclista         | Equip   | Temps      |
| - | ---------------- | ------- | ---------- |
| 1 | Frans Bonduel    | Dilecta | 5h 46' 25" |
| 2 | Lucien Vlaeminck | Alcyon  | m. t."     |
| 3 | Gino Sciardis    | Garin   | m. t.      |

### 3a etapa
03-05-1946. Roanne-Valença, 243 km.
Raoul Rémy sancionat amb 30' per haver canviat la seva bicicleta amb el seu company Maurice Kallert. El director de cursa repesca 15 corredors que ja portaven perduts més de 90'a la classificació general compadit pel seu esforç en seguir en cursa malgrat el seu estat físic i material.
|   | Ciclista             | Equip   | Temps      |
| - | -------------------- | ------- | ---------- |
| 1 | Urbain Caffi         | Alcyon  | 6h 53' 00" |
| 2 | Raymond Guegan       | Dilecta | m. t.      |
| 3 | Maurice Desimpelaere | Alcyon  | + 1' 14"   |

### 4a etapa
04-05-1946. Valença-Marsella, 263 km.
|   | Ciclista           | Equip     | Temps      |
| - | ------------------ | --------- | ---------- |
| 1 | Lucien Teisseire   | Ray       | 6h 46' 50" |
| 2 | Louis Caput        | Metropole | m. t.      |
| 3 | Philippe Martineau | Dilecta   | m. t.      |

### 5a etapa
05-05-1946. Marsella-Niça, 256 km.
Arribada situada al Passeig dels Anglesos. Albert Dolhats és líder virtual fins que a 30 km de meta es queda sense forces.
|   | Ciclista          | Equip   | Temps      |
| - | ----------------- | ------- | ---------- |
| 1 | Maurice Diot      | Mercier | 7h 09' 32" |
| 2 | François Neuville | Rochet  | m. t.      |
| 3 | Amédée Rolland    | Ray     | m. t.      |

## Classificacions finals

### Classificació general
|    | Ciclista         | Equip     | Temps       |
| -- | ---------------- | --------- | ----------- |
| 1  | Fermo Camellini  | Ray       | 35h 13' 07" |
| 2  | Maurice de Muer  | Peugeot   | + 1' 43"    |
| 3  | Frans Bonduel    | Dilecta   | + 2' 53"    |
| 3  | Ange le Strat    | Mercier   | m. t.       |
| 5  | Pierre Brambilla | Metropole | + 3' 07"    |
| 6  | Norbert Callens  | Mercier   | + 5' 07"    |
| 7  | Brik Schotte     | Alcyon    | + 6' 43"    |
| 8  | Auguste Mallet   | Rochet    | + 7' 49"    |
| 9  | Jean de Gribaldy | Peugeot   | + 8' 30"    |
| 10 | Jules Lowie      | Mercier   | + 10' 35"   |

## Evolució de les classificacions
| Etapa (Vencedor)            | Classificació general |
| --------------------------- | --------------------- |
| 0Etapa 1 (Raoul Remy)       | Raoul Remy            |
| 0Etapa 2 (Frans Bonduel)    | Fermo Camellini       |
| 0Etapa 3 (Urbain Caffi)     | Fermo Camellini       |
| 0Etapa 4 (Lucien Teisseire) | Fermo Camellini       |
| 0Etapa 5 (Maurice Diot)     | Fermo Camellini       |